# Wystawiennictwo

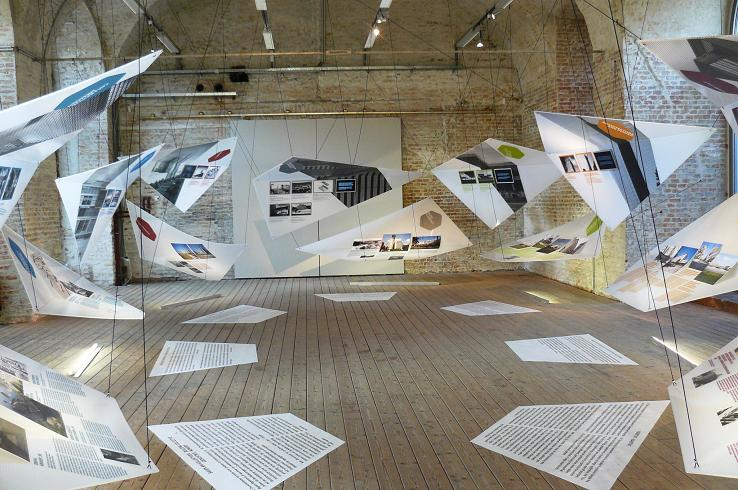
ArchitekturZentrum Wiedeń – fragment ekspozycji

Wystawiennictwo – architektura wystaw, termin z dziedziny architektury wnętrz i sztuk plastycznych, który określa sztukę prezentowania (eksponowania) dzieł sztuki, przedmiotów, towarów, dokumentów, zjawisk, idei.
Artysta–wystawiennik reżyseruje obecność zwiedzającego w przestrzeni wystawowej, prowadzi go, buduje narrację, tworzy sytuację szczególnego kontaktu publiczności z prezentowanymi wartościami. Nadaje dodatkowe znaczenie, porządkuje, tłumaczy, komentuje, dowartościowuje. Pobudza do interpretacji i żywego odbioru.
Używa środków plastycznych jak światło, kolor, płaszczyzna, tło, elementy przestrzenne, fotografię, film, dźwięk, multimedia i sam układ eksponatów w przestrzeni. Działa w ramach scenariusza kuratora lub listy towarowej, w konkretnych warunkach i możliwościach technicznych.